# Клаудіо Петц
Кла́удіо Пе́тц (нім. Claudio Pätz, нар. 1 липня 1987, Урдорф, Швейцарія) — швейцарський керлінгіст, учасник зимових Олімпійських ігор (2014). Чемпіон Європи з керлінгу (2013). Брат швейцарської керлінгістки Аліни Петц. Ведуча рука — права.

## Життєпис
Клаудіо Петц народився у комуні Урдорф. Займатися керлінгом почав у 1995 року. У 2005 році брав участь у юнацькому чемпіонаті Європи, а два роки потому здобув «срібло» молодіжного чемпіонату світу. Повторити успіх на молодіжних чемпіонатах 2008 та 2009 років не вдалося — лише 5-те та 6-те місця. У 2010 році Петц здобув «срібло» на чемпіонаті Європи серед змінаших команд, виступаючи в одній команді зі Свеном Міхелем та своєю сестрою Аліною. Того ж року, заради команди Міхеля, він залишив команду Мануеля Руха у змаганнях чоловіків. Клаудіо брав участь у чемпіонаті світу (2013) та трьох континентальних першостях (2011, 2012, 2013), на останній з яких став чемпіоном Європи.
У лютому 2014 року Петц у складі збірної Швейцарії взяв участь у зимових Олімпійських іграх в Сочі, що стали для нього першими у кар'єрі. У команді Свена Міхеля йому було відведено роль віце-скіпа. З 9 проведених на Іграх матчів швейцарцям вдалося перемогти лише у трьох, внаслідок чого вони посіли восьме підсумкове місце і до раунду плей-оф не потрапили.

## Виступи на Олімпійських іграх
| Змагання                     | Місто | Місце | % кидків |
| ---------------------------- | ----- | ----- | -------- |
| Зимові Олімпійські ігри 2014 | Сочі  | 8     | 82%      |